# Bolitoglossa bramei
Bolitoglossa bramei es una especie de salamandras en la familia Plethodontidae.
Es endémica de la Cordillera de Talamanca, en Costa Rica y Panamá.
Su hábitat natural son los montanos húmedos tropicales. Son nocturnos.